# Chaussy (Loiret)
Chaussy è un comune francese di 354 abitanti situato nel dipartimento del Loiret nella regione del Centro-Valle della Loira.

## Società

### Evoluzione demografica
Abitanti censiti